# La Crau
La Crau (okzitanisch La Crau d'Ieras) ist eine französische Gemeinde mit 19.416 Einwohnern (Stand 1. Januar 2022) im Département Var in der Region Provence-Alpes-Côte d’Azur. Der Ort gehört zum Arrondissement Toulon und ist Hauptort des Kantons La Crau.

## Geographie
La Crau liegt am östlichen Ende einer ausgedehnten Ebene inmitten einer Anzahl kleiner Weiler, die sich am Fuß des Mont Fenouillet, eines Ausläufers des Massif des Maures in einer vom Gartenbau geprägten Kulturlandschaft befinden. 

## Geschichte
Beim Ort liegen der Dolmen de la Maubelle und der Dolmen des Pousselons.
Die erste urkundliche Erwähnung des Ortes als Carum stammt aus dem Jahr 1376.
Bis zur Trennung von Hyères im Jahr 1853 wurde La Crau von der nahe gelegenen Stadt verwaltet.
Im 19. Jahrhundert waren die Korkenfabrikation und Ölmühlen der wichtigste Wirtschaftsfaktor.
Am 22. August 1944 wurde La Crau durch die Alliierten von der deutschen Besatzung befreit. Später befand sich dort mindestens bis Mitte 1947 das 312. Transit Camp für deutsche Kriegsgefangene.

## Bevölkerungsentwicklung
Seiner Lage zwischen der Industriestadt Toulon und dem Urlaubsort Hyères verdankt La Crau ein starkes Bevölkerungswachstum. Von Mitte der 1970er Jahre bis zum Ende des 20. Jahrhunderts hat sich die Bevölkerung nahezu verdreifacht.
| Jahr                       | 1962 | 1968 | 1975 | 1982 | 1990   | 1999   | 2006   | 2017   |
| Einwohner                  | 4802 | 5308 | 5772 | 8877 | 11.257 | 14.509 | 15.798 | 18.288 |
| Quellen: Cassini und INSEE |      |      |      |      |        |        |        |        |

## Wirtschaft
Die Hauptwirtschaftszweige der Gemeinde sind Acker- und Weinbau. Neben Wein werden Blumen, Früchte und Gemüse angebaut. Die Weingüter La Craus zählen zur AOC Côtes de Provence.

## Verkehr
La Crau hat einen Haltepunkt an der Bahnstrecke Toulon–Hyères.

## Persönlichkeiten
- Paul Roux (1921–1991), Romanist